# Synagoge (Modliborzyce)

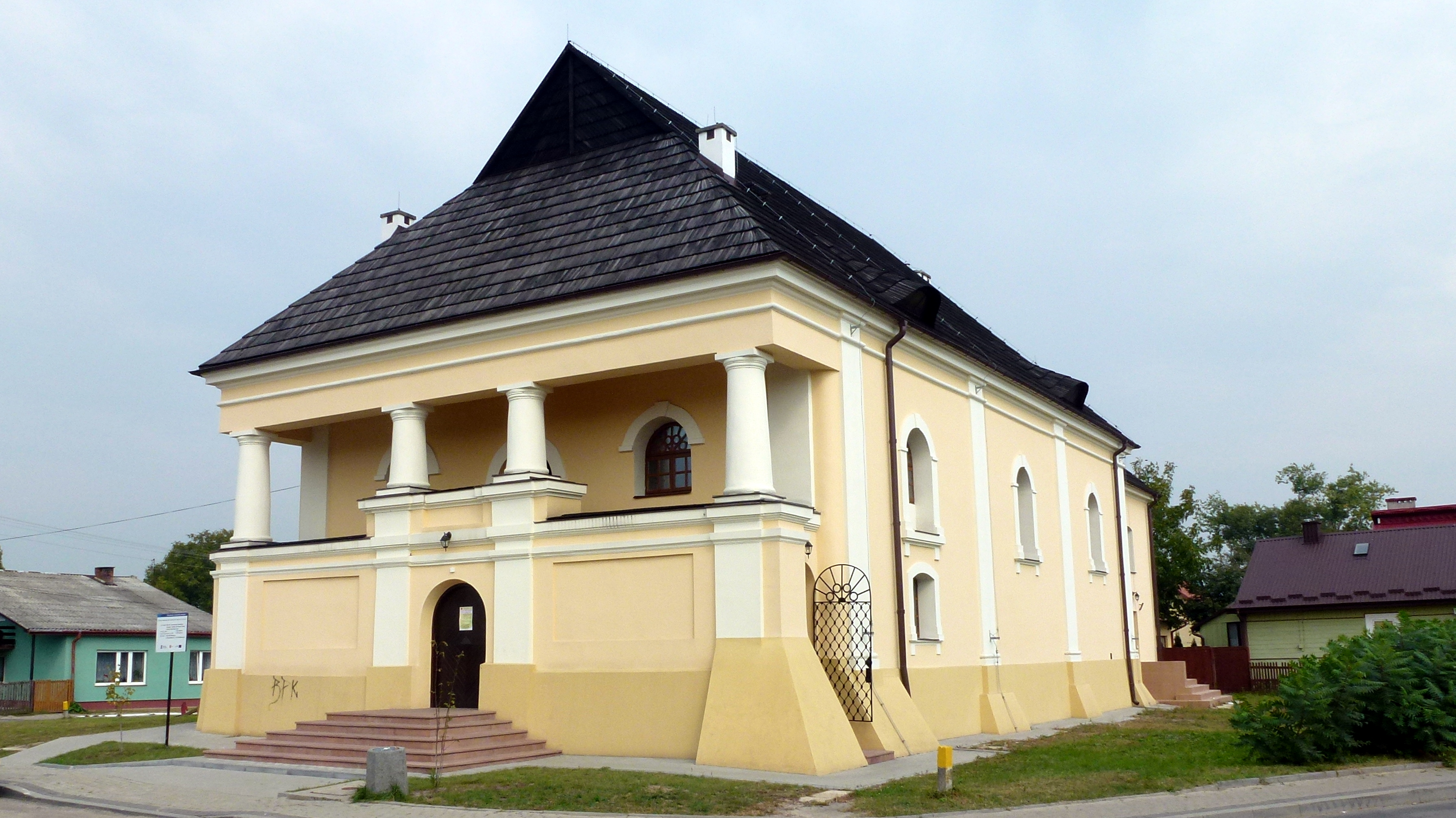
Synagoge (2013)

Die Synagoge in Modliborzyce, einer Stadt in der polnischen Woiwodschaft Lublin, wurde um 1760 gebaut.

## Geschichte
Das Gebäude wurde während des Zweiten Weltkriegs von den deutschen Besatzern verwüstet. Von der Ruine blieben nur die Außenmauern erhalten. Von 1957 bis 1965 erfolgte ein Wiederaufbau, wobei die äußere Struktur und die ursprüngliche Dachform beibehalten wurden. Im Osten wurde ein Anbau mit einem eigenen Dach hinzugefügt. Seit 1994 dient die ehemalige Synagoge als örtliches Kulturzentrum.

## Architektur
Die Synagoge hat einen Hauptraum (den Männergebetsraum) sowie im Westen vorgelagert ein Vestibül mit zwei Räumen sowie darüber dem Frauengebetsraum. Zugang zu der Frauenempore war über zwei Treppen rechts und links und eine Galerie mit vier Säulen. Zugang zum Vestibül und Hauptraum war durch eine zentrale Tür. An der Nordwand ist eine weitere Tür vorhanden.
Die Seitenwände sind durch Pilaster unterteilt; dazwischen sind Rundbogenfenster, zum Vestibül und Frauenempore in zwei Stockwerken und im Osten nur in einer Ebene. Das Gebäude hat ein Fußwalmdach. Die Inneneinrichtung ist nicht mehr vorhanden.